# Центральный помо
Центральный помо (Ballo-Kai-Pomo, Cabanapo, Habenapo, H’hana, Kábinapek, Khabenapo, Khana, Kulanapan, Kulanapo, Venaambakaia, Venambakaiia, Yokaia) — один из 7 помоанских языков, на котором говорят на территории Чистого Озера в Северной Калифорнии. Несколько носителей языка проживает на территориях побережья городов Манчестер, Пойнт-Арина и территории местности Хопленд.
Центральный помо имеет диалекты пойнт-аринский, хоплендский, юкайский.

## Фонология
В центральном помо различаются велярные /k/, /kʰ/, /kʼ/ и увулярные /q/, /qʰ/, /qʼ/ согласные. В нём не хватает невыбрасывающихся альвеолярных аффрикат (то есть не имеет фонему /ts/), и не имеет долготу гласных, в форме прорастания корневых согласных, найденных в южном помо.